# Valkyrie Profile 2: Silmeria
Valkyrie Profile 2: Silmeria (ヴァルキリープロファイル2 シルメリア?, Varukirī Purofairu Tsū: Shirumeria)  è un videogioco action RPG alla giapponese, secondo capitolo della serie Valkyrie Profile, ed è il sequel del videogioco del 1999 Valkyrie Profile. Il titolo è stato sviluppato dalla tri-Ace e pubblicato dalla Square Enix. È stato pubblicato per PlayStation 2 il 22 giugno 2006 in Giappone, il 26 settembre 2006 in America del Nord ed il 7 settembre 2007 in Europa e nelle altre regioni PAL.

## Trama
Nel primo episodio della serie, la protagonista era Lenneth, Valkyria di Odino, e il suo compito era semplice: condurre le anime degli eroi e dei guerrieri più potenti nel Valhalla, per combattere l'eterna guerra degli dei. In quel gioco, a costituire la trama erano le storie di questi eroi, le loro vicissitudini, che si intrecciavano con un plot decisamente sinistro.
Ma un secolo prima, in questa nuova avventura che in realtà è un prequel, la star è la sorella di Lenneth, Silmeria: ribellatasi al volere di Odino, la Valkyria è stata confinata nel corpo di una donna mortale, Alicia, principessa del regno di Dipan. Quest'ultima, poveretta, comincia a convivere con la coscienza della dea, finendo perfino col parlarci, cosa che la fa apparire decisamente come una pazza: l'incredulo e sconvolto re di Dipan, di conseguenza, imprigiona la figlia in un castello lontano e la fa spacciare per morta. A questo punto, se Alicia ha già un bel problema da risolvere, considerando che secondo Silmeria una catastrofe sta per abbattersi sul suo regno, la Valkyria stessa ne ha uno decisamente più grosso: Hrist, un'altra sorella divina, che adesso le dà la caccia per eliminarla, visto che Silmeria non si sarebbe dovuta svegliare dall'incantesimo di Odino. E quindi, Alicia e Silmeria dovranno collaborare nello stesso corpo per sfuggire a Hrist, salvare Dipan e la propria pelle. Ma le cose sono destinate a farsi decisamente più complicate...

## Modalità di gioco

### Esplorazione
Pur essendo realizzata tramite grafica tridimensionale, l'esplorazione è concepita solamente sul piano bidimensionale: città e dungeon, infatti, sono articolati nella più classica navigazione "da sinistra verso destra" con spiccati richiami al genere platform. Vi è comunque una sorta di profondità di campo concepita su più livelli: azioni quali l'entrare in una casa, ad esempio, presuppongono andare verso "l'interno" della città o, più in generale, della mappa in questione. Soltanto la protagonista è visibile nell'esplorazione, il resto del gruppo interviene unicamente nelle scene d'intermezzo e negli scontri. La navigazione nella mappa del mondo è invece ben più semplificata: posta con un'inquadratura dall'alto, per spostarsi nelle varie zone è sufficiente selezionare l'icona del luogo desiderato. Zone inizialmente precluse verranno sbloccate man mano con il prosieguo della trama.

### Scontri
Gli scontri non sono casuali, infatti i mostri sono ben visibili sulla mappa, dall'aspetto vaporoso e bluastro molto simile a spettri. Possono essere essenzialmente di tre tipi: umanoide, volatile oppure insettoide, vagamente somigliante a grossi scarabei. Il combattimento vero e proprio inizia solo quando vi è il contatto tra la protagonista e uno di loro, dopodiché si viene trasportati in una sorta di arena liberamente esplorabile nelle tre dimensioni, la cui ambientazione è strettamente legata al dungeon in questione. Fintanto che si è nella mappa non si può sapere con chi si dovrà combattere: se ad esempio durante l'esplorazione ci si imbatte in uno "spettro" umanoide, trasportati nell'arena è possibile che il gruppo dovrà affrontare una nutrita schiera di mostri, anche di diverse razze. Ciò presuppone quindi che la difficoltà dello scontro non possa essere misurata in precedenza. Soltanto in rari casi, durante l'esplorazione, gli "spettri" lasciano posto al sagoma del mostro vero proprio, di solito intenti a bloccare una via.

### Combattimenti
Come già accennato, i combattimenti si svolgono in arene tridimensionali dalle più svariate caratteristiche: ad esempio possono essere divise in più piani se il dungeon afferente è un castello, presentare pilastri rocciosi se si è in una grotta, pozze velenose per via delle paludi e così via. Si possono schierare al massimo quattro guerrieri, ognuno associato ad un diverso tasto del joypad, che possono muoversi in sincrono oppure separarsi in due gruppi da due per attuare strategie più elaborate. Fintanto che il gruppo è fermo, anche quello degli avversari resterà tale. Ciascuno avversario ha il suo set di attacchi e ciascuno attacco un proprio range d'azione, visibile sul terreno come un'area rossa. Se durante lo spostamento il gruppo o anche solo un membro di esso entra in questa area partirà l'attacco nemico. Gli alleati, invece, non possiedono un range d'azione specifico e l'unico modo per attaccare è avvicinarsi il più possibile: in seguito apparirà una barra che si svuoterà man mano che il gruppo effettuerà le proprie mosse. Al giocatore è concesso di sferrare l'assalto scegliendo chi dei guerrieri dovrà attaccare premendo l'apposito tasto associato, anche tutti contemporaneamente e più volte di seguito, l'unico limite è la barra che, se prosciugata del tutto, bisognerà aspettare che si ricarichi. Ciò avviene principalmente camminando nell'arena oppure utilizzando oggetti specifici. Per schivare gli attacchi nemici è possibile effettuare uno scatto che superi il loro campo d'azione, al costo però di qualche tacchetta della barra. Nel gruppo degli avversari vi è inoltre la presenza di un leader, particolarmente più coriaceo degli altri mostri, che se sconfitto porterà alla vittoria immediata dello scontro.

### Sigilli
I sigilli sono oggetti che possiedono un ruolo fondamentale nella componente strategica del gioco. Ne esistono all'incirca un centinaio di esemplari, tutti diversi tra loro, e possono essere catalogati dal loro effetto: positivo, negativo e neutro. Possono essere trasportati dal gruppo, in tal caso l'effetto verrà applicato sul gruppo stesso, oppure collocati nei piedistalli sparsi per tutti i dungeon, e in questo caso l'effetto verrà applicato sui mostri della zona, o ancora possono essere posseduti da uno specifico mostro che ne sortirà il potere. All'inizio il gruppo potrà portare un solo sigillo alla volta ma col prosieguo della storia ne potrà portare fino ad un massimo di quattro e i loro effetti verranno sommati. Nei piedistalli possono essere collocati solo un sigillo alla volta ma il suo effetto si propaga per tutto il dungeon a meno che in una stanza non ci sia il "vuoto" che annulla l'effetto su di essa e su tutte le stanze a seguire. Se vi sono più piedistalli allora in quel caso i loro effetti si sommano. È possibile portare un sigillo fuori dal dungeon in cui è stato trovato solo pagando un quantitativo in denaro che varia da sigillo a sigillo.